# گنوویته رموشکینه
گنوویته رموشکینه (انگلیسی: Genovaitė Ramoškienė؛ زادهٔ ۱۲ may ۱۹۴۵ (۷۹ سال)) ورزشکار روئینگ اهل لیتوانی است.
وی در مسابقات کشوری و بین‌المللی در مجموع برندهٔ ۲ مدال طلا، ۱ مدال نقره، ۴ مدال برنز شده‌است.